# نيل لونش
نيل لونش (بالإنجليزية: Neil Lynch)‏ هو سياسي أمريكي، ولد في 18 سبتمبر 1934 في بوتي في الولايات المتحدة. حزبياً، نشط في الحزب الجمهوري.